# اسکات پترسون
اسکات پترسون (انگلیسی: Scott Patterson؛ زادهٔ ۱۱ سپتامبر ۱۹۵۸) هنرپیشه و بازیکن بیسبال اهل ایالات متحده آمریکا است. از فیلم‌ و سریال هایی که وی در آن نقش داشته است می‌توان به اره ۵، اره ۴ ، اره ۶ ، دختران گلیمور و بهترین حرکت او اشاره کرد.